# Josep Folqués Ortiz
Josep Folqués Ortiz (geboren am 8. April 1996 in Algemesí) ist ein spanischer Handballspieler, der auf der Spielposition Linksaußen eingesetzt wird.

## Vereinskarriere
Josep Folqués Ortiz begann mit dem Handballspielen bei Maristas Algemesí, ging von dort zum FC Barcelona und spielte dann bis 2016 bei BM Benidorm; 2015 debütierte er in der Liga Asobal. Anschließend war er erneut für Maristas Algemesí und bis 2019 für BM Puerto Sagunto aktiv. Ab 2019 lief er wieder für den Verein aus Benidorm auf. Er wurde von der Saison 2015/2016 bis zur Saison 2020/2021 in 113 Partien der ersten spanischen Liga eingesetzt und warf darin 242 Tore.
Er wechselte nach Portugal und spielte ab 2021 spielt er für den portugiesischen Verein Sporting Lissabon in der Andebol 1. Mit Sporting Lissabon gewann er 2022 den nationalen Pokalwettbewerb.
Zur Saison 2023/2024 wechselte Folqués nach Frankreich, wo er für Istres Provence Handball in der Starligue spielt. Er wechselt zur Saison 2025/2026 zum Verein Cesson Rennes Métropole Handball.

## Auswahlmannschaften
Sein erstes Spiel für Spanien absolvierte er am 2. Juli 2013 mit den promesas selección gegen die Auswahl Frankreichs.
Fernández spielte als Jugendnationalspieler Spaniens bei der U-18-Europameisterschaft in Polen (2014) und der U-19-Weltmeisterschaft in Russland (2015). Für die Jugendauswahl lief er in den Jahren 2013 bis 2015 in 36 Spielen auf und erzielte dabei 30 Tore.
Als Juniorennationalspieler Spaniens nahm er an der U-20-Europameisterschaft in Dänemark (2016) teil, bei der er mit dem Team Europameister wurde, und an der U-21-Weltmeisterschaft in Algerien (2017), bei der die Spanier Weltmeister wurden. Er stand bis Juli 2017 in 78 Spielen im Aufgebot der spanischen Nachwuchsteams und erzielte dabei 99 Tore.
Sein erstes Länderspiel für die spanische A-Nationalmannschaft bestritt er am 27. Dezember 2019 gegen die polnische Auswahl. Mit dem Team gewann er das Handballturnier bei den Mittelmeerspielen in Algerien (2022). Er bestritt mit der A-Auswahl in den Jahren 2019 bis 2023 zehn Spiele und warf darin 33 Tore.

## Erfolge
- U-20-Europameister 2016
- U-21-Weltmeister 2017
- Mittelmeerspielesieger 2022
- portugiesischer Pokalsieger 2022